# 仓镇
仓镇，是中华人民共和国安徽省滁州市定远县下辖的一个乡镇级行政单位。

## 行政区划
仓镇下辖以下地区：
仓镇社区、观寺社区、回民村、仓北村、仓南村、观寺村、二郎村和杨湖村。